# 가격 결정
가격결정(Pricing)은 기업들이 재화와 서비스를 제공하는 대가를 결정하는 과정이다. 가격요소로는 생산비, 시장가격, 경쟁, 시장상황, 브랜드와 재화의 품질이 있다. 가격은 다양한 미시경제 가격결정이론에서 결정되기도 한다. 가격은 재무모형과 마케팅믹스 4p의 기초이기도 하다. (다른 요소로는 product, promotion,place가 있다.) 가격은 원가중심점상에 4p중에 생성되는 수익의 결과이다. 그러나 다른 마케팅 p요소들은 가격탄력성을 감소하거나 이익과 효용의 극대화를 이끄는 가격을 유도하기도 한다.
가격은 다음과 같은 요소에 기반한 자동이나 수동적인 구입과 판매의 과정이다. 고정생산량, quantity break, 홍보 또는 판매 캠페인, 구체적인 판매 용어, 진입 장악 가격, 선적이나 송장청구 기일, 여러 주문과 생산라인의 조합 등등. 자동화시스템은 여러설비와 유지보수가 필요하지만 가격오차를 줄일 수가 있다. 소비자의 욕구는 단지 지불의사와 재화를 구입할 여력에 따라서만 변화한다. 그러므로 가격은 시장에서 매우 중요한 역할을 한다. 가격은 전통적으로 소비자가 구매를 결정하는데 가장 중요한 요소이기도 하다.

## 가격결정과정
Philip Kotler와 Kevin Keller의 저서 «Marketing Management»에서는 기업이 가격을 정하는 과정은 다음과 같이 6단계를 거쳐 결정된다고 말하고 있다.
1. 가격 설정의 목적(Pricing Objective)
2. 수요 결정(Determine Demand)
3. 원가 측정(Estimate Costs)
4. 경쟁자 분석(Competitor Analysis)
5. 가격 설정법(Price Method)
6. 최종 가격 선택(Select Final Price)

#### 1단계: 가격 설정의 목적
가격 설정의 목적을 정한다는 것은 기업이 시장에 제공하는 제품이나 서비스의 가격을 통해서 얻고자 하는 목적에 부합하는 가격을 설정하는 것을 의미한다. 즉, 기업의 목표가 명확 할수록 가격결정은 용이해진다. 기업의 가격 설정 목적에는 존속, 단기이익의 극대화, 시장점유율 극대화 등이 있다.

#### 2단계: 수요 결정
각각의 가격은 다른 정도의 수요를 이끌어 낸다. 가격에 따라 수요가 달라진다는 의미이다. 보통 가격과 수요 사이의 관계는 수요 곡선을 통해 정해진다. 가격이 높을수록 수요는 줄어든다. 하지만 가격 민감도에 따라 제품별로 가격과 수요의 관계는 다양하다.

#### 3단계: 원가 측정
가격을 결정하기에 앞서 기업은 제품이나 서비스를 생산하는데 쓰인 원가를 측정한다. 가격은 이렇게 측정된 원가에 이윤을 더한 값을 하한선으로 설정 할 수 있으며 제품에 대한 수요 및 소비자의 지불 의사 등을 고려하여 상한선이 설정된다. 어떤 기업이든 제품의 생산과 유통 및 마케팅 등에 소요되는 비용을 충당하고, 투입한 노력과 위험에 비추어 적정이익이 보장되는 가격을 원한다. 그러나 기업들이 전체 원가를 커버하기 위해 제품 가격을 설정하는 경우, 순수한 결과는 항상 수익적이 아니다.

#### 4단계: 경쟁자 분석
가격을 설정하는데 앞서 경쟁자의 가격을 분석한다. 경쟁자의 원가, 가격, 해당 가격에 대한 소비자의 반응 등을 고려하여 가격 설정을 해야 한다. 한 기업이 경쟁사가 제공하지 않는 가치를 가지고 있다면 그 가치는 평가되어 경쟁자의 가격보다 높게 책정되어야 한다. 반면, 한 기업이 경쟁사가 제공하는 가치를 가지고 있지 않는다면 자사 제품의 가격을 인하해야 한다.

#### 5단계: 가격 설정법
가격을 설정하는 방법에는 목표수익률 가격결정법, 가치 가격결정법 등이 있다. 목표수익률 가격결정법은 기업이 목표로 하는 투자 이익율(ROI)을 달성 할 수 있도록 가격을 설정하는 방법이다. 가치 가격법은 비교적 낮은 가격으로 제품이나 서비스의 질을 떨어뜨리지 않으면서 충성 고객을 끌어들이는 가격 결정 방법이다. 여기에는 EDLP(Every Day Low Price)전략과 High-low pricing 전략이 있다. EDLP 가격설정은 항상 예측 할 수 있는 낮은 가격을 설정하여 소비자들에게 가격과 물건을 고르는데 걸리는 시간에 대한 불확실성을 줄여준다. 반면, High-low pricing 가격설정은 평소에는 EDLP 가격보다는 높게 설정하여 판매하지만 정기적이고 빈번한 할인 행사를 통해 EDLP 가격보다 낮게 판매함으로써 소비자들을 끌어 들이는 전략을 말한다.

#### 6단계: 최종 가격 선택
기업은 기업 내 일관된 가격 정책과 마케팅 활동을 고려하여 가격을 설정하여야 한다. 기업은 보통 단일의 가격을 설정하지 않는다. 가격 구조를 세워 다양한 변수들(지리적 수요,구매 시기,품질 보증 기간 등)을 고려하여 가격을 설정한다.

## 가격의 역할
최적의 가격은 다음의 세가지를 충족시킨다.
- 기업의 회계목표를 달성한다.
- 실제시장에서의 가격에 적합하다.
- 생산자의 포지셔닝(positioning)과 마케팅믹스(market mix)의 다른 다양한 요소들을 유지하게 한다.

마케터의 관점에서 보는 효율적인 가격은, 소비자가 지불하려는 최대금액에 가깝게 설정된 가격이다. 경제학적 의미로 최대한 많은 소비자잉여가 생산자로 이동하는 가격선이다. 좋은 가격결정전략은 최저가격, 최고가격 사이의 균형선에 위치해야 한다.

## 용어
다음은 가격결정에 사용되는 여러 용어와 전략들이다.

### 계열가격(Line pricing)
계열가격은 판매자가 제공하는 모든 재화들에 대해 제한된 복수가격에 사용된다, 본래 이것은 모든 가격이 5~10센트인 오래된 잡화점에서 시작된 것이다. 이것의 근본원리는 예상고객들에 의해 전체 재화의 기준가격이 적합하게 결정 된다는 것이다. 이는 관리가 용이하다는 이점이 있지만 특히 적합하지 않은 가격이거나 인플레이션에 있어서 비탄력적이라는 단점이 있다.

### 미끼상품(Loss leader)
미끼상품이란 영업이익율 아래에 가격이 설정된 제품이다. 이것은 싼 제품을 제공함으로써 소비자가 가게에 들어오게 유도함으로써 이익률이 높은 다른 상품들도 함께 구입할 것을 기대하는 전략이다.

### 가격/품질 관계(Price/quality relationship)
가격/품질관계는 높은가격이 좋은 품질일 것이라고 생각하는 대부분의 고객들의 인지를 반영한 것이다. 이러한 관계에 대한 믿음은 테스트하기 어려운 복잡한 제품이나 사용하기전까지(서비스와 같은) 경험 할 수 없는 제품에 있어서 매우 중요한 역할을 한다. 상품에 대한 불확실성이 클수록 더 많은 소비자들이 가격/품질 가설에 의지하게 되고 그들의 지불에 많은 프리미엄을 둔다. 고전적인 예로써 Twinkies(트윙키;과자)의 예를 들 수 있는데 이 스낵은 가격을 낮추고나서 품질이 저하된 것으로 비춰졌다. 소비자에 의한 과도한 가격/품질관계에 대한 의존은, 상품과 서비스의 품질이 낮을때에도 가격의 인상을 낳게 되고, 이는 결국엔 가격/품질관계가 더 이상 적용되지 않는다.

### 할증 가격(Premium pricing)
할증가격전략은(명성가격-prestige pricing-이라고도 부른다) 사회적지위를 중요하게 여기는 소비자들이 지불가능한 가장 높은 가격에 지속적으로 유지하는 가격결정이다. 매우 높은 프리미엄이 붙은 상품은 상품의 고급화 이미지를 부여하거나 강화한다. 프리미엄 프라이싱을 사용하는 기업의 예로는 롤렉스나 벤틀리의 예를 들 수 있다. 이러한 브랜드 뿐만아니라, 환경라벨링이나 생산이력(‘국산’, ’유기농’ 등 과 같은)등은 소비자들에게 추가적인 가치를 부여함으로써 할증가격을 적용할 수 있다. 이러한 프리미엄들의 요소들은 증가된 생산비용을 반영한다. 소비자들은 가격프리미엄이 붙은 상품을 선호하는데 그이유는 다음과 같다:
1. 소비자들은 높은 가격이 좋은 품질을 대변한다고 믿는다.
2. 소비자들은 해당 상품을 소유함으로써 자부심을 얻는다. 다른 사람들로부터 차별적인 그룹에 속한다는 뜻이다.
3. 그들은 이러한 소비결정에 있어서 성능의 무결점을 요구한다 - 제품의 비정상적인 기능에 대한 비용은 다른 것을 사기엔 너무 비싸기 때문에 최선을 선택해야 한다 - 예를 들어 인공심장 같은 것.

### 수요가격(Demand-based pricing)
수요가격은 소비자의 수요에 기반한 어떠한 인지된 가치에 따른 가격결정 방법이다. 이것은 초기 고가격전략(market-skimming pricing),시장 침투 가격전략(market-penetration pricing), 가격차별(price discrimination), 수익관리(yield management), 시장가격(price points), 심리적가격결정(psychological pricing), 묶음가격(bundle pricing), 계열가격(price lining), 가치가격(value-based pricing), 할증(프리미엄)가격전략 등을 포함한다.

#### 초기 고가격전략
초기 고가격전략을 시장에 처음 제품이나 서비스를 내놓을 때 가격을 의도적으로 높게 책정하는 전략이다. 이 후 시간이 지날 수록 조금씩 가격을 내린다. 이 전략은 시장 진입 초기에 투자한 금액을 단기간에 회수하기 위함이며 시간이 지나 수요층이 확보 되면서 가격을 내리는 방법이다.

#### 시장침투 가격전략
침투 가격전략은 위의 선고가 가격전략과 반대이다. 이 전략은 시장 진입 시 저가격 전략을 취하여 시장 진입 초기에 최대한 많은 시장 점유율을 얻는 것을 목표로 하는 가격 전략이다.
가격결정요소에는 생산비용, 시장비용, 경쟁, 시장상황, 제품의 품질 등이 있다.
계량경제(econometric) 기술에서 사용되는 가격결정모델은 가격탄력성을 측정하는데 도움이 되고, 판매와 이익의 결과에 따른 다른가격 시뮬레이션을 계산하는데에 사용된다. 더 정교한 툴로는 상품의 포트폴리오를 이용한 재고관리코드(SKU-stock keeping unit)수준에서의 가격을 결정하는데에 사용된다. 판매업자들은 자사브랜드와 국가브랜드의 SKUs들을 이용하여 이익을 최대로 끌어올린다.

### 다차원 가격(Multidimensional pricing)
다차원가격전략은 상품과 서비스를 이용하는 다수의 소비자들을 상대로 한가격결정방법이다. 일반적으로 가격은 하나의 지불방법이아닌, 여러 방법에 따른 지불이 있다(월할부금, 지불수량, 할부착수금 등). 이러한 방법은 소비자들의 가격정보에 대한 이해와 프로세스에 상당한 영향을 끼치는 것으로 연구되었다.

## 소비심리 및 가격민감도에 관한 9가지 법칙
토마스 네이글(Thomas Nagle)과 리드 홀덴(Reed Holden)의 저서 가격결정전략과 전술(The Strategy and Tactics of Pricing)에서 소비자들의 주어진가격에 대한 인지와 가격 민감도에 따라 달라지는 구매결정에 영향을 주는 아홉가지 법칙을 설명하였다.
1. 준거가격효과(Reference price effect): 소비자가격의 주어진상품에 대한 민감도는 대안상품들의 가격에 따라 더 많이 상승한다. 지각된 대안상품들은 소비자에 따라 다양하게 주어진다.
2. 비교의 어려움은 소비자들이 알고있는가격에 덜 민감하고 소비자들이 잠재적인 대안상품에 대해 비교가 어려운 더 잘 알려진 상품일 경우에도 덜 민감하다.
3. 전환비용효과(Switching costs effect): 구체적으로 소비자들이 투자를 위해 더 나은 상품을 위해 공급자들을 바꿀 때 소비자들은 대체재들 사이에서 더 낮은 가격에 대해 민감하게 반응한다.
4. 가격품질효과(Price-quality effect): 소비자들은 더 높은 가격이 더 좋은 품질을 대변 할 때 가격에 대해 덜 민감한 반응을 보인다. 이러한 효과를 반영하는 상품들은 다음을 포함한다: 이미지상품(image products), 독점적 상품(exclusive products[6]), 품질의 단서가 최소화된 상품.
5. 지출효과(expenditure effect): 소비자들은 예산상 많은부분을 지출하게 될 때 가격에 대해 민감하게 반응한다.
6. 수요의 추론(End-benefit effect): 더 민감한 소비자들은 주어진 구매의 총체적인 이익의 관계를 말하고 두 부분으로 나뉜다.
7. 공유-비용효과(shared-cost effect): 더 작은 부분의 구입의 가격 구매자는 그들 자신에게 지불해야하며 더 가격에 덜 민감한다.
8. 공평성효과(fairness effect): 소비자들은 외부의 범위로부터 주어진 구매상황이 ‘공정’ 또는 ‘합리적’ 이라고 인식될 때 가격에 대해 더 민감하게 반응한다.
9. 액자효과(framing effect): 소비자들은 예측된 이득보다 손해가 클 때 민감하게 가격에 반응하고, 또한 묶음상품보다 개별상품의 가격에 대해 더 민감하게 반응한다.

## 접근
가격은 가장 효율적인 이익수준에서 결정된다. 가격결정은 산업, 시장 그리고 교환에 있어서 세가지의 수준을 만족시킨다.
- 산업에서 가격결정은 전체적인 산업경제 수준에 맞춰져 있고 공급가격의 변화와 소비자 수요의 변화를 포함한다.
- 시장에서의 가격결정은 비교가능한 경쟁상품의 여러 다른 가치들의 비교가격에 따른 경쟁적 포지션에 초점 맞추어져 있다.
- 거래에서의 가격결정은 송장이나 영수증의 리스트가격이나 언급되지 않은 할인의 관리이행에 초점맞추어져 있다.

## 가격결정전략(Pricing tactics)
마이크로마케팅(micromarketing)은 재단사(수제의류등과 같은)의 예에서 볼 수 있는데, 최소구분의 상권별로 고객 개개인이 원하는 수준의 조합에 따른 가격 결정 방식이다. 각 권역, 시장별로 소비자의 특성을 조사하여 소비자의 욕구를 최대한 충족시키는 마케팅 전략으로 주로 많은 지사를 둔 대기업에서 실행하는 전략이다.

## 가격결정의 오류
많은 회사들이 일반적인 가격결정오류를 범한다. 베른슈타인(Bernstein)의 논문 “Use Suppliers Pricing Mistakes”에서 언급된 개요는 다음과 같다.
- 가격할인 통제의 어려움
- 경쟁업체의 판매가격과 시장공유에 관한 불충분한 시스템
- 비용가산에 의한 가격결정(Cost-plus pricing)
- 가격인상의 실질적인 어려움
- 국제적 가격의 불일치
- 달러에 기반한 지불 vs 수익성 방안의 추가분

## 인용
1. Paull, John, 2009, The Value of Eco-Labelling, VDM Verlag, ISBN 3-639-15495-9
2. Estelami, H: "Consumer Perceptions of Multi-Dimensional Prices", Advances in Consumer Research, 1997.
3. Nagle, Thomas and Holden, Reed. The Strategy and Tactics of Pricing. Prentice Hall, 2002. Pages 84-104.
4. Mind of Marketing, "How your pricing and marketing strategy should be influenced by your customer's reference point”
5. Dolan, Robert J. and Simon, Hermann (1996). Power Pricing. The Free Press. ISBN 0-684-83443-X.
6. Bernstein, Jerold: "Use Suppliers Pricing Mistakes", Control, 2009.
7. Control Global
8. Philip Kotler, Kevin Keller, Marketing Management, 14th edition (2011). Prentice Hall.

## 같이 보기
- 미끼상술
- 혼잡통행료
- 덤핑
- 마케팅
- 마케팅 믹스
- 시장세분화
- 기회비용
- 원하는 만큼 지불
- 가격 상한
- 물가통제
- 가격 협정
- 가격 기구
- 가격 신호
- 가격 전략
- 판촉
- 구매력
- 소매 (상업)
- 재판매 가격 유지
- 암표
- 시간 기준 가치결정